# ساعي البريد

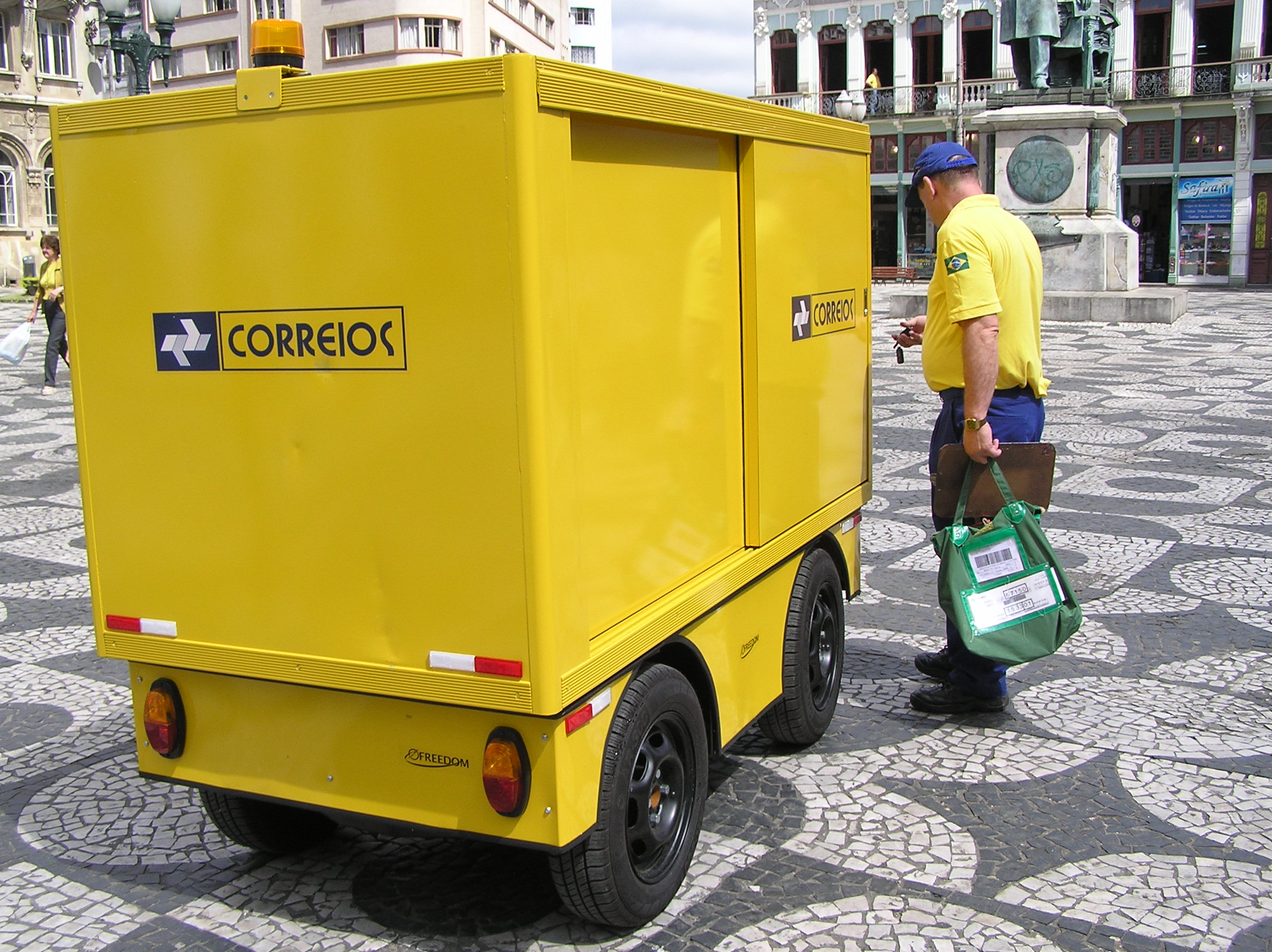
ساعي بريد برازيلي

ساعي البريد هو الشخص الذي يقوم بإيصال الرسائل والطرود، يسمى في (الإنجليزية الأمريكية)  mail carrier، mailman، postal carrier، postman، postwoman،letter carrier أما في (الإنجليزية البريطانية ) فيسمى بـ postman/postwoman  ، وفي أستراليا و نيوزيلندا  يسمى ساعي البريد بـ postie 
هو موظف يقوم بتوزيع وتوصيل البريد والطرود البريدية بأنواعها إلى المرسل إليهم حسب العناوين المدونة عليها في المساكن والشركات مرتدياً زيأ رسمياً معيناً موحداً معتمد من قبل المشغل يدل على صفته. أصبح مصطلح "ساعي البريد" يُستخدم كبديل محايد للجنسين لمصطلح "ساعي البريد" بعد فترة وجيزة من بدء النساء في أداء هذه الوظيفة.